# Cărți de identitate în Spațiul Economic European
Cărțile de identitate naționale sunt documente de identitate eliberate cetățenilor majorității statelor membre ale Uniunii Europene și ale Spațiului Economic European (SEE), cu excepția Danemarcei și Irlandei (care emite însă un pașaport echivalent). Un nou model comun de carte de identitate este utilizat începând cu 2 august 2021, iar cărțile de identitate mai vechi sunt în curs de eliminare treptată, în conformitate cu Regulamentul UE 2019/1157.
În anul 2021 existau aproximativ două sute de milioane de cărți de identitate naționale în uz în SEE. În cincisprezece țări acestea sunt obligatorii, voluntare în unsprezece țări, iar în cinci țări sunt semiobligatorii (este necesară deținerea unui act de identitate). Cetățenii care dețin o carte de identitate națională îl pot folosi ca document de călătorie pentru a-și exercita dreptul la liberă circulație. Cu toate acestea, cărțile de identitate (sau permisele de ședere) care nu menționează cetățenia unui stat membru al SEE nu sunt valabile ca documente de călătorie.

## Utilizare

### Document de călătorie
stat UE, carte de identitate națională emisă
     membru AELS, carte de identitate națională emisă
     stat UE, pașaport emis (Irlanda)
     stat UE, fără carte de identitate națională emisă (Danemarca)
     acceptă carduri de identitate naționale UE/AELS
     acceptă câteva cărți de identitate naționale UE/AELS (sau în anumite condiții)

stat UE, carte de identitate națională emisă
membru AELS, carte de identitate națională emisă
stat UE, pașaport emis (Irlanda)
stat UE, fără carte de identitate națională emisă (Danemarca)
acceptă carduri de identitate naționale UE/AELS
acceptă câteva cărți de identitate naționale UE/AELS (sau în anumite condiții)

Ca alternativă la prezentarea pașaportului, cetățenii SEE și elvețieni au dreptul să utilizeze o carte de identitate națională valabilă ca document de călătorie pentru a-și exercita dreptul la liberă circulație în Spațiul Economic European și în Elveția. Deținerea unei cărți de identitate naționale în majoritatea țărilor UE și în Elveția este mult mai răspândită decât deținerea unui pașaport.
Cetățenii țărilor nordice (Danemarca, Finlanda, Islanda, Norvegia, Suedia, Insulelor Feroe, Groenlanda și Åland) care călătoresc în cadrul Uniunii Nordice a Pașapoartelor nu au obligația legală de a prezenta documente de identitate. Groenlanda permite cetățenilor nordici să folosească orice document de identitate care conține o fotografie.
Cetățenii irlandezi și britanici pot călători în Zona Comună de Călătorie (Common Travel Area) și cu alte documente de identitate valabile (cum ar fi permisul de conducere).
Singura țară care nu emite cărți de identitate valabile ca documente de călătorie este Danemarca. Cărțile de identitate națională sau un pașaport valabil nu sunt necesare pentru un cetățean al SEE sau elvețian. În teorie, aceștia își pot dovedi cetățenia prin orice alte mijloace (de exemplu, prin prezentarea unei cărți de identitate naționale sau a unui pașaport expirat sau a unui certificat de cetățenie) și trebuie să i se permită intrarea în SEE și Elveția. Un cetățean care nu își poate demonstra cetățenia are dreptul să i se acorde „toate posibilitățile rezonabile” de a obține documente necesare sau de a fi eliberate într-un termen rezonabil.
În plus, cetățenii SEE și elvețieni pot intra în următoarele țări și teritorii din afara SEE și a Elveției doar pe baza cărții de identitate naționale, fără a fi nevoie să prezinte un pașaport autorităților de frontieră:
- Akrotiri și Dhekelia
- Albania[10]
- Andorra
- Bosnia și Herțegovina[11][note 1]
- Insulele Faroe[12][note 2] [note 3]
- Franța de peste mări
- Georgia (excluzând Abhazia și Osetia de Sud)[13][note 4]
- Gibraltar
- Kosovo[14][note 1]
- Moldova[15][note 1]

Turcia permite cetățenilor din Belgia, Bulgaria, Franța, Germania, Grecia, Ungaria, Italia, Liechtenstein, Luxemburg, Malta, Olanda, Polonia, Portugalia, România, Spania și Elveția să utilizeze o carte de identitate națională pentru vizite pe termen scurt. În mod similar, Egiptul permite cetățenilor din Belgia, Franța, Germania, Italia și Portugalia să intre folosind o carte de identitate națională pentru vizite pe termen scurt.
Anguilla, Dominica, Saint Lucia, Mauritius, Guernsey și Jersey permit cetățenilor francezi să intre folosind o carte de identitate națională. Gambia permite cetățenilor belgieni să intre folosind o carte de identitate națională. 
Regatul Unit și Țările Dependente ale Coroanei permit cetățenilor UE, SEE și Elveției să utilizeze cărți de identitate naționale pentru intrare dacă au drepturi în temeiul Acordului de retragere, care se aplică în general cetățenilor UE/AELS care locuiesc în Regatul Unit înainte de Brexit. În conformitate cu acordul de retragere din Brexit, Regatul Unit are opțiunea de a înceta să accepte cărți de identitate care nu respectă specificațiile biometrice OACI după 31 decembrie 2025.
Conform legislației locale, cetățenii suedezi și finlandezi nu își pot părăsi țara direct către o țară din afara UE/AELS doar cu cărțile de identitate.
Începând cu 7 aprilie 2017, polițiștii de frontieră din spațiul Schengen sunt obligați să verifice în mod sistematic documentele de călătorie ale tuturor cetățenilor SEE și elvețieni care trec frontierele externe în bazele de date relevante.
Conform statisticilor publice de Frontex, în 2016, primele 6 state membre ale UE ale căror cărți de identitate au fost falsificate și detectate la punctele de trecere a frontierelor externe ale spațiului Schengen au fost Italia, Spania, Belgia, Grecia, Franța și România.

### Document de identitate
Cartea de identitate este necesară
     Este necesară o anumită formă de documentație de identitate
     Cartea de identitate este opțională

Cerințe privind documentele de identitate pentru cetățeni
Cartea de identitate este necesară
Este necesară o anumită formă de documentație de identitate
Cartea de identitate este opțională

Există reguli variate privind utilizarea internă a documentelor de identitate. Unele țări cer utilizarea cărții de identitate naționale sau a pașaportului. Alte țări permit utilizarea altor documente, cum ar fi permisele de conducere.
În anumite țări, precum Austria, Finlanda, Suedia, cărțile de identitate naționale sunt complet voluntare și nu sunt necesare tuturor deoarece documentele de identitate sunt acceptate pe plan intern. În aceste țări, doar o minoritate deține o carte de identitate națională, deoarece majoritatea folosesc pașaportul sau permisul de conducere pentru identificare și nu au nevoie de mai multe documente de identitate. În mod similar, pașaportul irlandez este facultativ.
Cu toate acestea, chiar și în țările SEE care impun cetățenilor obligativitatea deținerii unei cărți de identitate naționale, în general nu este obligatoriu să aibă asupra lor cărțile de identitate în permanență.
Cărțile de identitate naționale sunt adesea acceptate în alte părți ale lumii în scopuri de identificare neoficiale (cum ar fi verificarea vârstei în unitățile comerciale care servesc sau vând alcool sau check-in-ul la hoteluri) și uneori în scopuri oficiale, cum ar fi dovada identității și naționalității către autorități (în special carduri care pot fi citite automat).

### Document de identitate electronic (eID)
Începând cu 2024, toate țările UE/SEE (cu excepția Danemarcei) emit cărți de identitate naționale cu funcționalitate de card inteligent cu contact și/sau fără contact (NFC) . Regulamentul prevede că funcțiile eID trebuie să fie separate logic sau fizic de funcția biometrică OACI a cardului. Un număr tot mai mare de țări ale UE au introdus aplicații mobile dedicate, conectate la registrele de stat, care înlocuiesc cărțile de identitate fizice. În 2024, UE a adoptat reglementări care vizează standardizarea identităților electronice și prin intermediul portofelelor mobile.

## Caracteristici

### Standardele Uniunii Europene
La 4 decembrie 2006, toate statele membre ale Uniunii Europene au convenit să adopte modele comune și standarde minime de securitate pentru cărțile de identitate naționale, așa cum se menționa în proiectul de rezoluție din 15 noiembrie 2006. Acestea includeau carduri cu miez de hârtie laminat și carduri fabricate dintr-un substrat sintetic. Standardul specifica informații biografice minime (inclusiv nr. document, valabilitate, semnătură), citirea automată și conformitatea cu OACI.
Regulamentele UE din aprilie 2017 de revizuire a Codului Frontierelor Schengen au introdus verificări sistematice ale documentelor de călătorie ale cetățenilor UE, SEE și Elveției în bazele de date relevante la intrarea și ieșirea din spațiul Schengen și prevăd că toate statele membre ar trebui să elimine treptat cărțile de identitate naționale care nu pot fi citite automat.
În 2019 a fost adoptat un nou regulament cu un nou format comun pentru cărțile de identitate. Scopul regulamentului a fost de a armoniza diferitele modele de cărți de identitate utilizate în Europa. Regulamentul a început să se aplice în Uniunea Europeană (UE) la 2 august 2021 și în Spațiul Economic European (SEE) la 1 februarie 2024. Începând cu iunie 2024, toate țările UE/SEE emit cărți de identitate naționale conforme cu legislația din 2019. Cu toate acestea, regulamentul a fost declarat invalid de Curtea Europeană de Justiție în martie 2024, deoarece fusese adoptat pe un temei juridic incorect. Acesta rămâne în vigoare temporar până cel târziu la 31 decembrie 2026, astfel încât Consiliul să poată adopta un nou regulament pe temeiul juridic corect.
- Cărțile de identitate vor fi emise în format ID-1 și vor conține o zonă de citire automată (MRZ).
- Standardele de securitate se bazează pe documentul 9303 al OACI.
- Documentul trebuie să poarte titlul „Carte de identitate” („Identity card”) în limba oficială și în cel puțin o altă limbă oficială a instituțiilor Uniunii.
- Trebuie să conțină codul de țară format din două litere al statului membru emitent al cardului, imprimat în negativ într-un dreptunghi albastru și înconjurat de 12 stele galbene (drapelul UE) pe partea din față. (Obligația nu se aplică în Norvegia, Islanda și Liechtenstein)[27]
- Trebuie să includă un mediu de stocare extrem de securizat care conține o imagine facială a titularului cardului și două amprente digitale în format interopabil. Suportul de stocare trebuie să aibă o capacitate și o funcționalitate suficientă pentru a garanta integritatea, autenticitatea și confidențialitatea datelor. Datele stocate trebuie să fie accesibile în format fără contact și securizate conform prevederilor Deciziei de punere în aplicare (Uniunea Europeană) C(2018) 7767.[28]
- Cărțile de identitate vor avea o perioadă de valabilitate minimă de 5 ani și o perioadă de valabilitate maximă de 10 ani. Însă statele membre pot prevedea o perioadă de valabilitate mai mică de 5 ani pentru minori și mai mare de 10 ani pentru persoanele în vârstă de 70 de ani și peste.
- Cărțile de identitate care nu îndeplinesc noile cerințe își vor înceta valabilitatea la expirarea lor sau până la 3 august 2031.
- Cărțile de identitate care nu îndeplinesc standardele minime de securitate sau care nu includ o zonă de marcare autorizată (MRZ) funcțională își încetează valabilitatea la expirarea lor sau până la 3 august 2026.
- Cărțile de identitate ale persoanelor cu vârsta de 70 de ani și peste la 2 august 2021, care îndeplinesc standardele minime de securitate și care au o zonă de matriculare autorizată (MRZ) funcțională, își încetează valabilitatea la expirarea lor.

Exemple ale noului standard de design
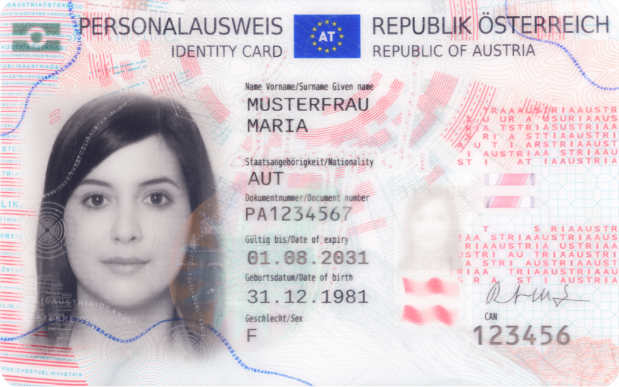
carte de identitate austriacă
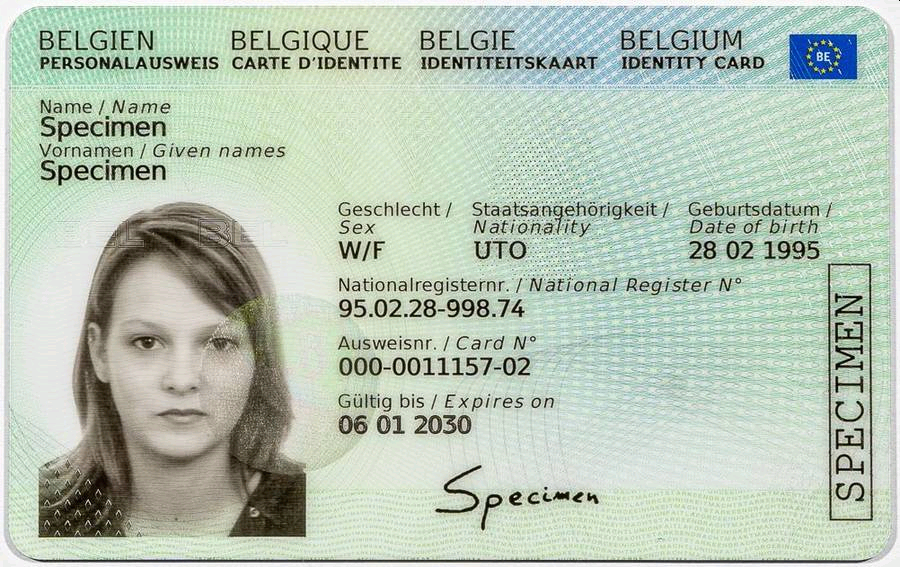
carte de identitate belgiană
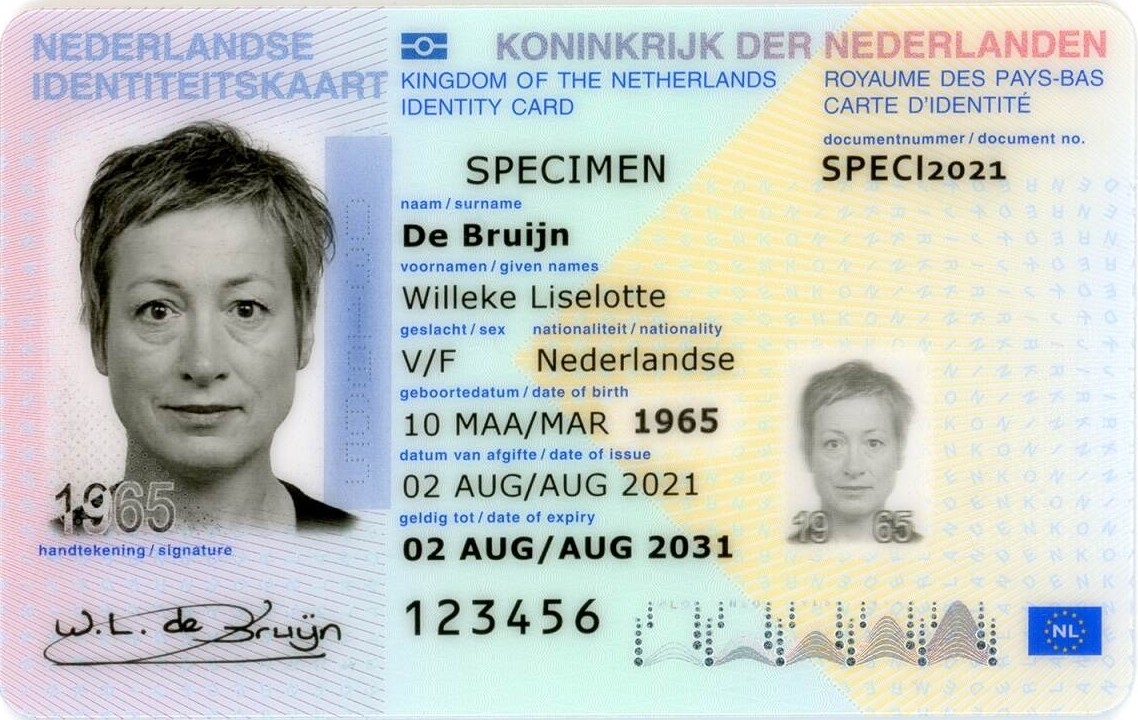
carte de identitate olandeză
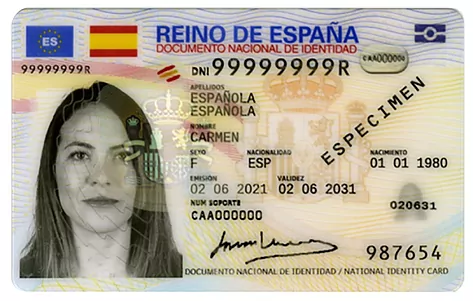
carte de identitate spaniolă

## Lista cărților de identitate naționale
| Stat membru   | Interfață card inteligent | Față | Spate | Valabilitate                                                                                                  | Ultima versiune                                                             |
| ------------- | ------------------------- | --- | --- | --- | --------------------------------------------------------------------------- |
| Austria       | Contactless               | | | - 10 ani (vârsta >12) - 5 ani (vârsta 2–11) - 2 ani (<2)                                                      | 2 august 2021                                                               |
| Belgia        | Contact Contactless       | | | - 6 ani (vârsta 12 to 18) - 10 ani (vârstă >18)                                                               | 15 iulie 2021                                                               |
| Bulgaria      | Contactless               | | | - 4 ani (vârstă 14-17) - 10 ani (vârstă 18-69) - 10 sau 30 ani (vârstă 70+)                                   | 17 iunie 2024                                                               |
| Croația       | Contact Contactless       | | | - 5 ani Notă: Cei cu vârsta peste 70 mai folosesc cardul lor de expirare trecut pe termen nelimitat           | 2 august 2021                                                               |
| Cipru         | Contactless               | | | - 10 ani (vârstă >18) - 5 ani (vârstă <18)                                                                    | 12 august 2020                                                              |
| Cehia         | Contact                   | | | - 10 ani (vârstă >15) - 5 ani (vârstă <15)                                                                    | 2 august 2021                                                               |
| Danemarca     | Nu                        | Fără carte de identitate națională. Cărțile de identitate daneze sunt emise de municipalități fără un design comun și nu sunt utilizabile ca documentație de călătorie.                  | Fără carte de identitate națională. Cărțile de identitate daneze sunt emise de municipalități fără un design comun și nu sunt utilizabile ca documentație de călătorie.                  | 10 ani | 21 noiembrie 2017                                                           |
| Estonia       | Contact                   | | | 5 ani | 23 august 2021                                                              |
| Finlanda      | Contact                   | | | 5 ani | 13 martie 2023                                                              |
| Franța        | Contact Contactless       | | | 10 ani | 15 martie 2021                                                              |
| Germania      | Contactless               | | | - 10 ani (vârstă >24) - 6 ani (vârstă <24)                                                                    | 2 mai 2024                                                                  |
| Grecia        | Contactless               | | | 10 ani | 25 septembrie 2023                                                          |
| Ungaria       | Contactless               | | | - 10 ani (vârstă >70) - 6 ani (vârstă 18–70) - 3 ani (vârstă <18)                                             | 2 august 2021                                                               |
| Islanda       | Contactless               | | | - 10 ani (vârstă >18) - 5 ani (vârstă <18)                                                                    | 5 martie 2024                                                               |
| Irlanda       |                           | Fără carte de identitate națională. Irlanda eliberează un card de pașaport opțional, numai dacă solicitantul are deja o broșură de pașaport valabilă sau primește una în aceeași cerere. | Fără carte de identitate națională. Irlanda eliberează un card de pașaport opțional, numai dacă solicitantul are deja o broșură de pașaport valabilă sau primește una în aceeași cerere. | - 5 ani (sau mai puțin, identic cu pașaportul)                                                                | 14 October 2021                                                             |
| Irlanda       | Față                      | Spate | | - 5 ani (sau mai puțin, identic cu pașaportul)                                                                | 14 October 2021                                                             |
| Italia        | Contactless               | | | - 3 ani (vârstă <3) - 5 ani (vârstă 3–18) - 10 ani (vârstă >18) Notă: valabilitatea expiră la ziua de naștere | 29 septembrie 2022                                                          |
| Letonia       | Contact Contactless       | | | - 2 ani (vârstă <5) - 5 ani (vârstă 5–20) - 10 ani (vârstă >20)                                               | 12 October 2021                                                             |
| Liechtenstein | Contactless               | | | - 10 ani (vârstă >15) - 3 ani (vârstă <15)                                                                    | 3 January 2024                                                              |
| Lituania      | Contact Contactless       | | | - 10 ani (vârstă >16) - 5 ani (vârstă <16)                                                                    | 17 august 2021                                                              |
| Luxemburg     | Contactless               | | | - 10 ani (vârstă >18) - 5 ani (vârstă 4–14) - 2 ani (vârstă <4)                                               | 2 august 2021                                                               |
| Malta         | Contactless               | Față | | - 10 ani | 28 septembrie 2020                                                          |
| Țările de Jos | Contactless               | | | - 5 ani (vârstă <18) - 10 ani (vârstă >18)                                                                    | 2 august 2021                                                               |
| Norvegia      | Contactless               | | | - 5 ani (vârstă >10) - 3 ani (vârstă 5-10) - 2 ani (vârstă <5)                                                | 29 iulie 2021                                                               |
| Polonia       | Contactless               | | | - 10 ani (vârstă >12) - 5 ani (vârstă <12)                                                                    | 8 noiembrie 2021                                                            |
| Portugalia    | Contact Contactless       | Față | Spate | - 10 ani (vârstă >25) - 5 ani (vârstă <25)                                                                    | 11 iunie 2024                                                               |
| România       | Contact Contactless       | | | - 10 ani (vârstă ≥25) - 7 ani (vârstă 18–24) - 4 ani (vârstă 14–17)                                           | 2 august 2021 (doar în Județul Cluj) 20 martie 2025 (Valabil în toată țara) |
| Slovacia      | Contact Contactless       | Față | Spate | - 10 ani (vârstă >15) - 5 ani (vârstă 6–15) - 2 ani (vârstă <6)                                               | 18 decembrie 2024                                                           |
| Slovenia      | Contact Contactless       | | | - 3 ani (vârstă <3) - 5 ani (vârstă 3–18) - 10 ani (vârstă >18)                                               | 28 martie 2022                                                              |
| Spania        | Contact Contactless       | | | - 10 ani (vârstă >30) - 5 ani (vârstă <30)                                                                    | 2 august 2021                                                               |
| Suedia        | Contactless               | | | - 5 ani (vârstă >12) - 3 ani (vârstă <12)                                                                     | 1 January 2022                                                              |
| Elveția       | Nu                        | | | - 10 ani (vârstă >18) - 5 ani (vârstă <18)                                                                    | 3 martie 2023                                                               |